# Grab des Hormeni

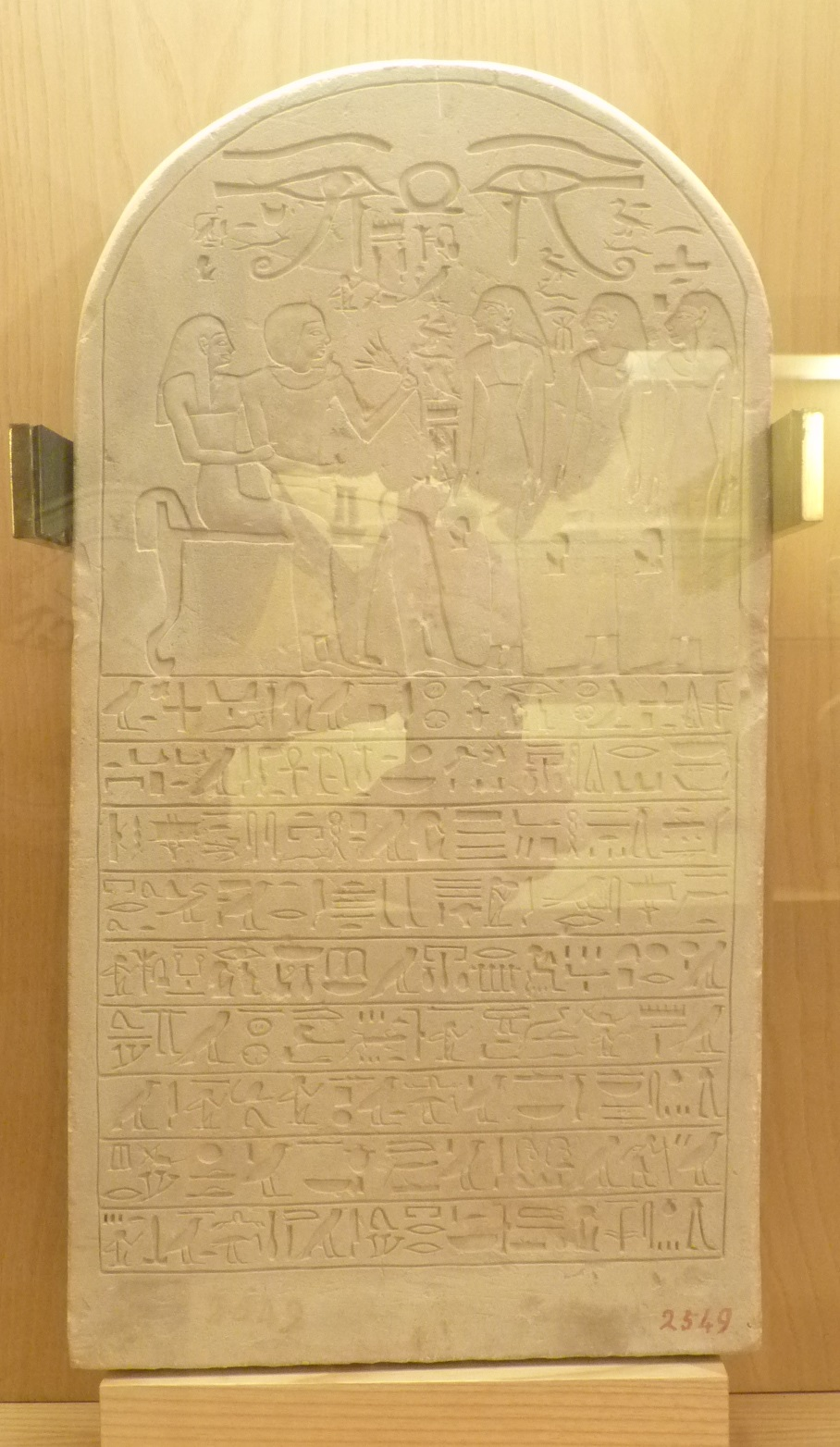
Stele des Hormeni

Das altägyptische Grab des Hormeni befindet sich in Hierakonpolis, dem antiken Nechen in Oberägypten. Es handelt sich um ein dekoriertes Grab eines lokalen Würdenträgers. Hierakonpolis ist vor allem als wichtiger Ort in der Vorgeschichte bekannt, spielte aber auch noch später eine gewisse Rolle. Aus der frühen 18. Dynastie stammt eine Reihe von Felsgräbern in einem Hügel, der modern Burg el-Hammam genannt wird. Das Grab des Hormeni kann unter den König Thutmosis I. (etwa 1504 v. Chr. bis um 1492 v. Chr.) datiert werden, da seine Namenskartusche im Grab erscheint.
Das Grab des Hormeni besteht aus einer Grabkapelle, die in Fels gehauen ist, und einem Schacht, der in die unterirdische Grabkammer führt. Die Grabkapelle besteht aus einem rechteckigen Raum. An der Westseite, gegenüber dem Eingang, befindet sich eine Nische mit Statuen des Grabinhabers und seiner Familie. Die einst in den Fels gehauenen Statuen sind heute weitestgehend zerstört. Die Malereien im Grab sind heutzutage sehr verblasst. Eine Szene zeigt tanzende Musiker. Eine bemerkenswerte Szene zeigt Hormeni beim Opfern. Vor Hormeni thront der falkenköpfige Horus, dessen Körperglieder in Blau dargestellt sind. Er trägt die Doppelkrone. Hinter ihm steht Isis, auf deren Kopf sich ein Skorpion befindet. Es handelt sich wahrscheinlich um die älteste belegbare Darstellung von Hededet. Andere Szenen im Grab zeigen Familienmitglieder und Begräbnisfeierlichkeiten.
Aus dem Grab stammt auch eine Stele, die Hormeni und seine Familie zeigt. Die Stele befindet sich heute im Archäologischen Nationalmuseum in Florenz. Auf ihr berichtet Hormeni, dass er im Laufe seiner Karriere zum Bürgermeister von Hierakonpolis ernannt wurde und viele Jahre lang dieses Amt ohne Tadel erfüllte.